# Arado Ar 240
Arado Ar 240 byl německý dvoumístný dvoumotorový celokovový letoun s dvojitými SOP z II. světové války, určený k rychlému průzkumu, střemhlavému bombardování, bitevním a stíhacím úkolům.

## Vývoj
Letoun Ar 240 byl vyvíjen jako nosič dálkově ovládaného systému palubní výzbroje FA-13, který byl ovládán z pilotní kabiny a se zaměřováním cíle pomocí periskopu. Projekt, pracovně označený E 240, byl vybaven bohatou mechanizací křídla, aerodynamickou brzdou na konci trupu a přetlakovou kabinou.
První let Ar 240 V1 (DD+Q1) se konal 10. května 1940, druhý prototyp Ar 240 V2 pak vzlétl o dva měsíce později. Tyto první dva prototypy nenesly střeliště FA-13 a neměly instalovanou přetlakovou kabinu.
Po provedení řady úprav vznikl Ar 240 V3 (KK+CD), který měl představovat vzorový stroj průzkumné verze a střemhlavého bombardéru. Tento prototyp měl zcela překonstruován tvar přední a střední části trupu a ocasní aerodynamická brzda byla nahrazena kuželovým vřetenem s přídavnou stabilizační plochou. Pohon zajišťovala dvojice řadových motorů Daimler-Benz DB 601 A o vzletovém výkonu 760 kW, obrannou výzbroj tvořila dvě střeliště FA-13 na hřbetě a pod trupem s dvojkulomety MG 81 Z ráže 7,9 mm. Útočnou výzbroj zajišťovaly dva kanóny MG 151 ráže 20 mm umístěné v trupu a dva kulomety MG 17 ráže 7,9 mm v kořenech křídla. Letoun byl připraven k testovacím letům na konci jara 1941. Koncem léta tento třetí vyrobený stroj převzala průzkumná skupina vrchního velitele Luftwaffe k operačním zkouškám. Ze stroje byl demontován systém FA-13, který ještě nebyl dopracován a pevná výzbroj, kterou nahradily dvě kamery Rb 50/30. S Ar 240 V3 provedl Oberst Kneymeyer více než deset letů nad Britské ostrovy.
V tomto období byl dohotoven další prototyp Ar 240 V4, který se měl stát vzorovým letounem sériových střemhlavých bombardérů. Letoun byl vyzbrojen jako exemplář V3, pod trupem byly navíc umístěny závěsníky pro osm 50kg pum. Na konci trupu byla opět nainstalována aerodynamická brzda.
Následné stroje nulté série Ar 240 A-01 (Werk-Nr.240011, GL+QA) a Ar 240 A-02 (Werk-Nr.240012, GL+QB) byly přizpůsobeny k plnění průzkumných úkolů.
Oba letouny, označené také jako prototypy V5 a V6, postrádaly aerodynamickou brzdu a měly zcela překonstruované křídlo. Pro pohon byly zvoleny dvanáctiválcové motory Daimler-Benz DB 601 E o vzletovém výkonu 864 kW, vrtule byly opatřeny dutými kužely, které zajišťovaly přívod vzduchu k motoru. V zadní části každé motorové gondoly byla umístěna jedna kamera Rb 50/30.
Letoun Arado Ar 240 A-03 byl původně poháněn motory Daimler-Benz DB 601 E, které byly později nahrazeny hvězdicovými vzduchem chlazenými motory BMW 801 TJ s turbokompresorem o vzletovém výkonu 1382 kW. Ar 240 A-04 a Ar 240 A-05 s motory Daimler-Benz DB 603 A neměly obrannou výzbroj.

## Nasazení

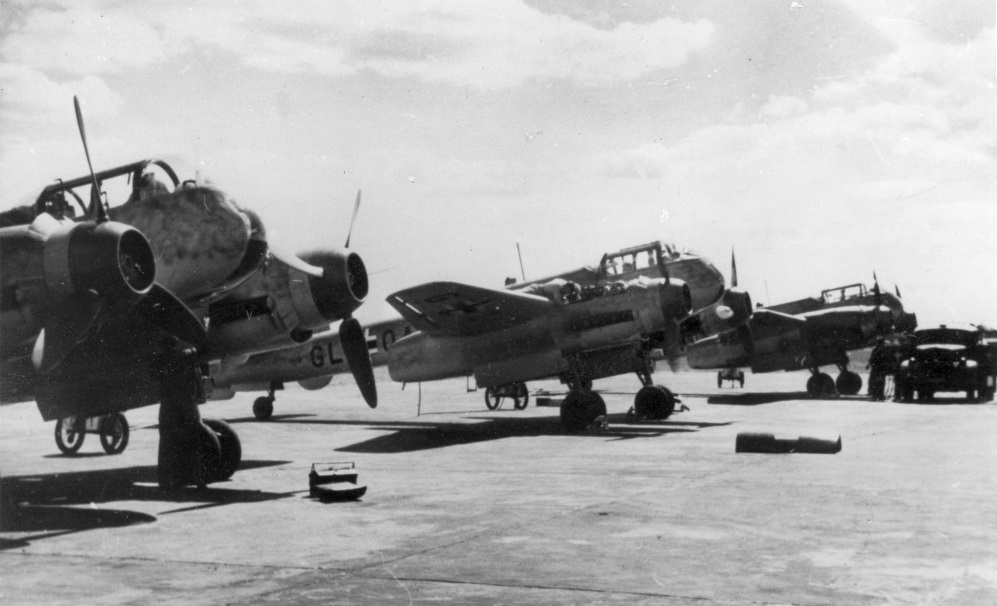
Ar 240

V prosinci 1942 byly závody AGO v Oscherslebenu připraveny vyrobit sérii čtyřiceti Ar 240 A, avšak Erhard Milch přikázal ukončení celého vývojového programu. Již vyrobené stroje byly předány operačním jednotkám Luftwaffe. Ještě před Milchovým rozhodnutím byly dokončeny prototypy Arado Ar 240 V7 a Ar 240 V8. V7 byl zalétán v říjnu a V8 v prosinci 1942. Protože měly oba stroje představovat vzorové letouny průzkumné varianty Ar 240 B, byly také označovány jako Ar 240 B-01 a Ar 240 B-02. Jejich dvanáctiválcové vidlicové motory Daimler-Benz DB 605 AM se vstřikem metanolu a vody dosahovaly maximálního výkonu 1323 kW. Oba byly vyzbrojeny dvěma pevnými kulomety MG 17 a dvěma střelišti FA-13 s kulomety MG 81 Z. Později byla hlavňová výzbroj doplněna jedním pohyblivým kanónem MG 151 střílejícím dozadu.
Ar 240 A-01 a A-02 převzala jednotka 13.(Zerstörer)/JG 5 „Eismeer“ operující v oblasti Petsamo v severním Finsku. Byly používány k průzkumným letům podél železnice vedoucí do Murmanska.
Ar 240 A-03 operoval spolu s Ju 88 v rámci 3.(F)/100 od února 1943 na východní frontě, kde plnil průzkumné úkoly pro Luftwaffen-Komando Ostland a od července 1943 pro Luftwaffen-Komando Don. V červnu 1943 působil v 1.(F)/100 letoun Ar 240 A-05.
V létě 1943 byl Ar 240 A-02 převelen z JG 5 do 2.(F)/122 dislokované ve Frosinone v Itálii. Po zkušebních letech byl při svém prvním bojovém letu zcela zničen během přistání. Následně byl ke stejné jednotce zařazen Ar 240 A-04, avšak pro neustálé potíže s motory byl odeslán zpět do Německa, aniž by uskutečnil jediný bojový let. Později sloužil společně s Ar 240 A-05, A-03, V7 a V8 na východní frontě v Aufklärungsgruppe 10 a v 1.Staffel/Aufkl.Gr.Ob.d.L.

## Specifikace (Ar 240 A-0)

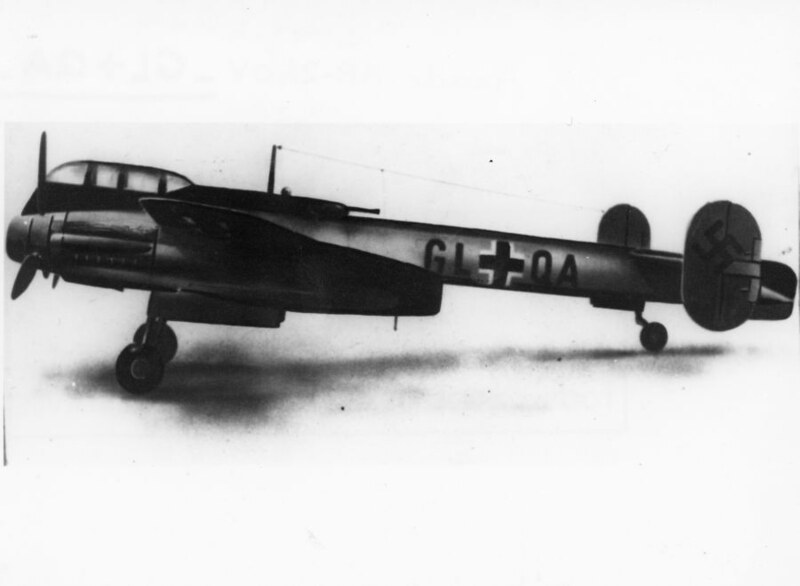
Arado Ar 240

### Technické údaje
- Rozpětí: 13,33 m
- Délka: 12,80 m
- Výška: 3,95 m
- Hmotnost prázdného letounu: 6200 kg
- Celková hmotnost: 9450 kg
- Pohonná jednotka: 2 x dvanáctiválcový vidlicový motor Daimler-Benz DB 601 E
- Vzletový výkon motoru: 864 kW

### Výkony
- Maximální rychlost ve výšce 6000 m: 618 km/h
- Cestovní rychlost ve výšce 6000 m: 555 km/h
- Doba výstupu do výšky 6000 m: 11 min
- Praktický dostup: 10 500 m
- Maximální dolet: 2000 km

### Výzbroj
- 2 × pevný kulomet MG 17 ráže 7,92 mm
- 2 × kulomet MG 81Z ráže 7,92 mm ve dvou dálkově ovládaných střelištích